# Berlin, I Love You
Berlin, I Love You ist ein Episodenfilm, der am 8. Februar 2019 in den USA veröffentlicht wurde und am 8. August 2019 in die deutschen Kinos kam. Der Episodenfilm spielt in Berlin und erzählt verschiedene Liebesgeschichten. Jede Episode wurde von einem anderen Regisseur gedreht, darunter Fernando Eimbcke, Dennis Gansel, Tom Van Avermaet, Ai Weiwei, Til Schweiger und Josef Rusnak.
Der Film ist nach Paris, je t’aime und New York, I Love You der dritte in der Cities of Love-Filmreihe, die von dem Produzenten Emmanuel Benbihy ins Leben gerufen wurde. Mit ihr soll „die Universalität der Liebe in und zu Metropolen und deren Bewohnern rund um den Globus thematisiert werden“.

## Handlung
Jede Episode erzählt eine eigenständige Geschichte. Schlussendlich geht es dabei immer um die Liebe – in unterschiedlicher Form und zwischen einer Vielfalt an Menschen.

## Produktion
Berlin, I Love You wurde nach dem gleichen Prinzip produziert wie vorher schon die Filme Paris, je t’aime aus dem Jahr 2006, New York, I Love You aus dem Jahr 2008 und Rio, I Love You aus dem Jahr 2014, bei denen unterschiedlichste internationale Filmemacher vor Ort Kurzfilme drehten, die am Ende zu einem Film über die jeweilige Stadt zusammengefügt wurden. Bislang war bekannt, dass Fernando Eimbcke, Dennis Gansel, Tom Van Avermaet und Ai Weiwei Regie führen sollen. Weiwei hatte seine Episode bereits im Rahmen der Berlinale 2015 per Fern-Regie via Skype aus China gedreht.
Das Medienboard Berlin-Brandenburg gewährte eine Produktionsförderung in Höhe von 300.000 Euro und zusätzlich 80.000 Euro für die Episode von Weiwei.
Wie die Vorgängerfilme ist auch Berlin, I Love You international besetzt. So spielen unter anderem die britischen Schauspieler Keira Knightley, Helen Mirren, Jim Sturgess und Emily Beecham, der walisische Schauspieler Iwan Rheon, der mexikanische Schauspieler Diego Luna, die kanadischen Schauspieler Charlotte Le Bon und Nolan Gerard Funk, die US-Amerikaner Jenna Dewan, Luke Wilson, Dianna Agron und Mickey Rourke, die deutschen Schauspielerinnen Veronica Ferres, Sibel Kekilli und Hannelore Elsner sowie das deutsche Model Toni Garrn in einzelnen Episoden mit.
Während Ai Weiwei seine Episode bereits im Rahmen der Berlinale 2015 per Fern-Regie via Skype aus China drehte, erfolgten die Dreharbeiten zu den anderen Episoden im Jahr 2017 in Berlin. Am 17. Februar 2019 teilte Ai Weiwei mit, dass sein Beitrag zu dem Film herausgeschnitten wurde, da er sonst nicht an der Berlinale 2019 teilnehmen könne; außerdem sei sonst ein Nachfolgeprojekt Shanghai I love you gefährdet. Ai Weiwei äußerte dazu: „The festival told them if Ai Weiwei is in there the film can never be accepted.“
Der Film sollte ursprünglich am 22. November 2018 in die deutschen Kinos kommen. Mitte Januar 2019 wurde schließlich ein erster Trailer vorgestellt. Der Film kam letztlich am 8. August 2019 in die deutschen Kinos.

## Synchronisation
Die deutsche Synchronisation entstand nach der Dialogregie von Dagmar Jacobsen im Auftrag der Alias Film- & Sprachtransfer GmbH, Berlin.
| Darsteller    | Synchronsprecher              | Rolle      |
| ------------- | ----------------------------- | ---------- |
| Luke Wilson   | Jaron Löwenberg               | Burke Linz |
| Diego Luna    | Matthias Deutelmoser          | Dragqueen  |
| Iwan Rheon    | Konrad Bösherz / Philipp Lind | Greg       |
| Mickey Rourke | Oliver Stritzel               | Jim        |
| Helen Mirren  | Susanne von Medvey            | Margaret   |